# Instrumentación virtual
La instrumentación virtual es el uso de software personalizable y hardware de medición modular para crear sistemas de medición definidos por el usuario, llamados instrumentos virtuales.
Los sistemas de instrumentación de hardware tradicionales se componen de componentes de hardware predefinidos, como multímetros digitales y osciloscopios que son completamente específicos de su función de estímulo, análisis o medida. Debido a su función codificada, estos sistemas tienen una versatilidad más limitada que los sistemas de instrumentación virtual. La principal diferencia entre la instrumentación de hardware y la instrumentación virtual es que el software se utiliza para reemplazar una gran cantidad de hardware. El software permite que hardware complejo y costoso sea reemplazado por hardware de computadora ya adquirido; por ejemplo. Un convertidor analógico-digital puede actuar como un complemento de hardware de un osciloscopio virtual, un potenciostato permite la adquisición y análisis de respuesta de frecuencia en espectroscopía con instrumentación virtual.
El concepto de instrumento sintético es un subconjunto del concepto de instrumento virtual. Un instrumento sintético es un tipo de instrumento virtual que está puramente definido por software. Un instrumento sintético realiza una función específica de síntesis, análisis o medición en hardware de medición completamente genérico. Los instrumentos virtuales aún pueden tener hardware específico de medición y tienden a enfatizar los enfoques de hardware modular que facilitan esta especificidad. El hardware que soporta los instrumentos sintéticos es, por definición, no específico para la medición, ni necesariamente (o por lo general) modular.

## Historia
A mediados de los años 60, Hewlett Packard desarrolló su bus para instrumentación HP-IB (Hewlett Packard Interface Bus) que permitía conectar su gama de instrumentos programables a un ordenador. Esta interfase ganó rápidamente gran popularidad y en 1975 fue aceptada como estándar: el IEEE-488. Desde entonces el estándar ha sufrido varias modificaciones y el bus GPIB (acrónimo de General Purpose Interface Bus, por el que se le conoce habitualmente) se ha convertido en uno de los más populares en el campo de la instrumentación programable. La instrumentación virtual es un concepto introducido por la compañía National Instruments en 2001, cuando esta empresa creó un software que permitía la computadora realizar mediciones.
Aprovechando las tecnologías comerciales disponibles, como los PCs y el convertidor analógico-digital, la instrumentación virtual ha crecido considerablemente desde su inicio en la década de 1970. Además, los paquetes de software como LabVIEW de National Instruments y otros lenguajes de programación gráfica han contribuido al crecimiento de su inplantación al facilitar que los no programadores desarrollaran sistemas.